# Galanthus plicatus
Espèce
Statut de conservation UICN

 LC  : Préoccupation mineure
Statut CITES
Galanthus plicatus est une espèce de la famille des Amaryllidaceae. Dénommé pleated snowdrop, cette espèce est originaire de l'Europe de l'Est et de l'Asie de l'Ouest. Il s'agit d'une plante herbacée bulbeuse pérenne à floraison printanière.

## Description
Galanthus plicatus mesure environ 15 cm de haut. Ses feuilles sont bleuâtres ou vert grisâtre, plus larges que celles de nombreuses autres espèces de Galanthus, elles atteignent 2 cm de large. Les bords des feuilles sont repliés loin de la partie supérieure de la feuille, à la fois dans le bourgeon et après leur expansion. Les fleurs blanches nodulaires apparaissent au tout début du printemps et sont parmi les premières plantes à fleurir. Elles ont six tépales blancs. Les trois externes sont tous blancs et mesurent 2-3 cm,. Chez Galanthus plicatus subsp. byzantinus, les tépales internes présentent également une marque verte à la base.de l'encoche, qui s'étend souvent au-delà du milieu du tépale,.

## Taxonomie
Galanthus plicatus a été décrit pour la première fois par le biologiste allemand Friedrich Marschall von Bieberstein en 1819. En 1893, Baker a décrit Galanthus byzantinus du nord-ouest de la Turquie comme une espèce distincte, différant par la présence de marques vertes à la base ainsi qu'à l'extrémité des trois tépales intérieurs. Elle est maintenant généralement traitée comme une sous-espèce de G. plicatus,.
L'épithète plicatus fait allusion au pli sur le bord des feuilles. L'épithète byzantinus est lié à son origine turque

## Répartition et habitat
Galanthus plicatus est présent de l'Europe orientale (Roumanie, Ukraine et Crimée) jusqu'au nord-ouest du Caucase en passant par la Turquie. L'espèce se trouve dans les bois et les broussailles, généralement à l'ombre. Dans la langue tatare de Crimée il est appelé aqbardaq - coupe blanche.

## Culture
Galanthus plicatus et le cultivar 'Three Ships'sont tous deux lauréats du Award of Garden Merit de la Royal Horticultural Society. Le cultivar 'Wendy's Gold' a un ovaire jaune et des marques jaunes sur les pétales intérieurs.

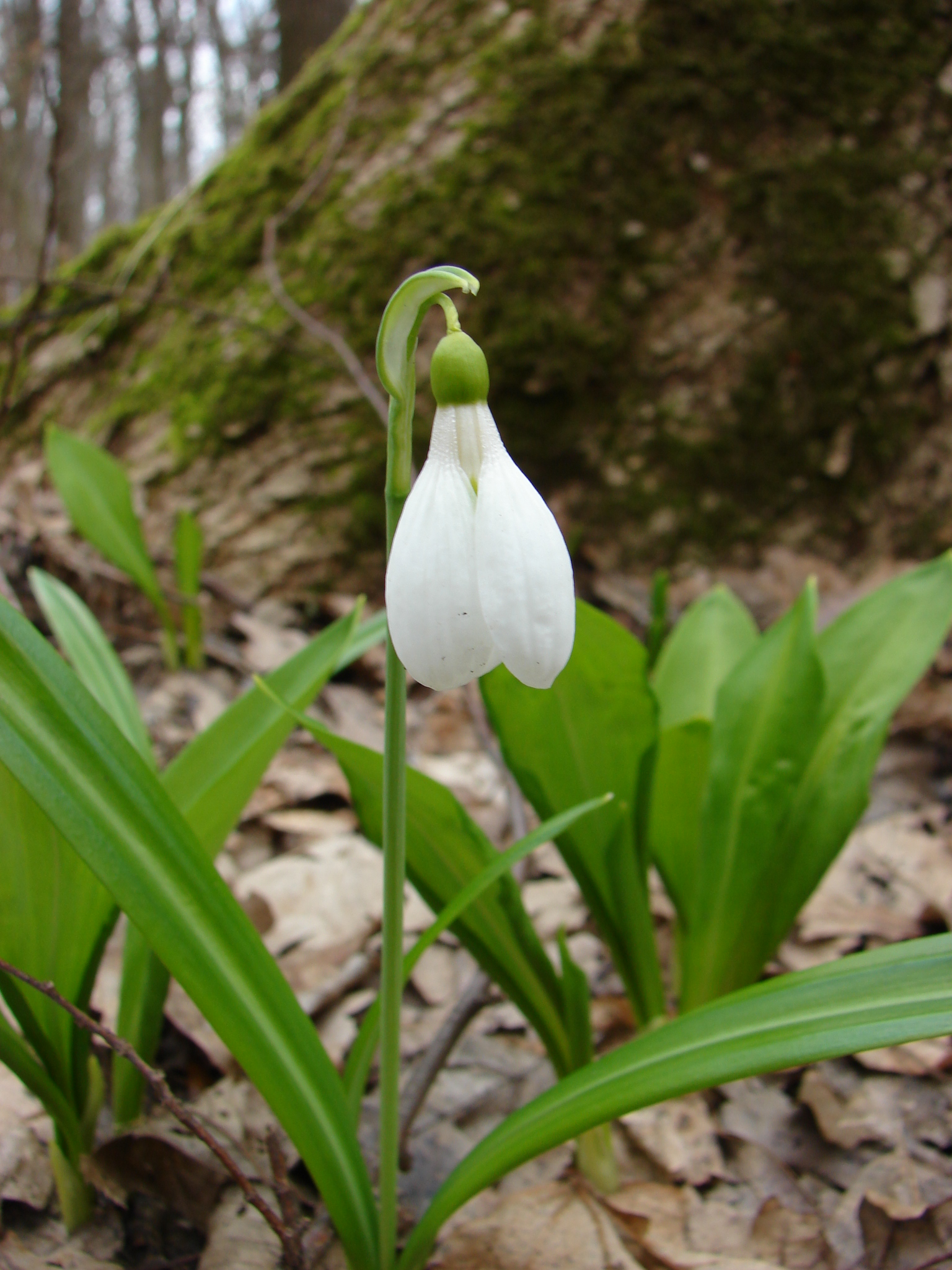
Fleurs et feuilles
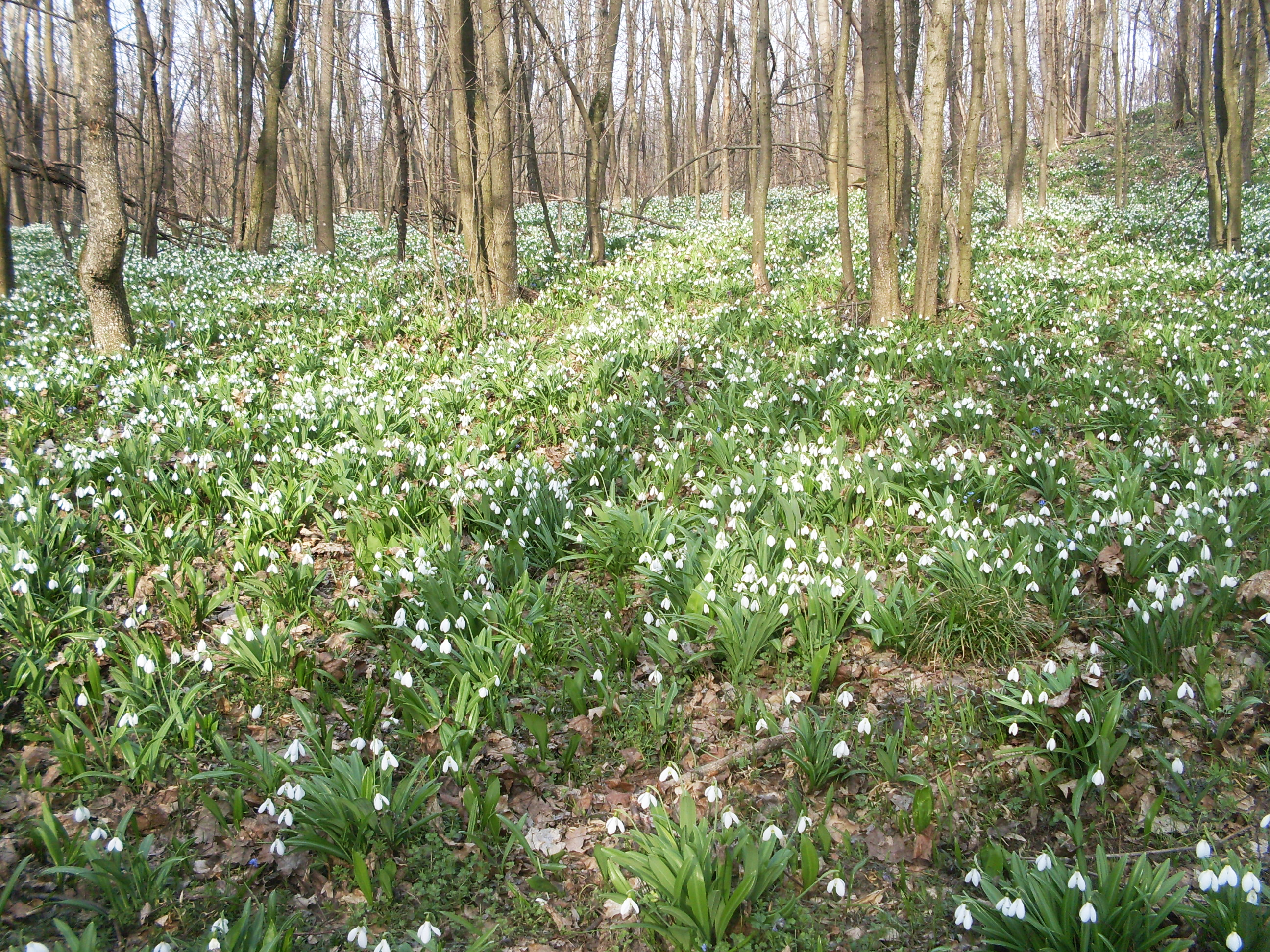
Dans son milieu en Ukraine
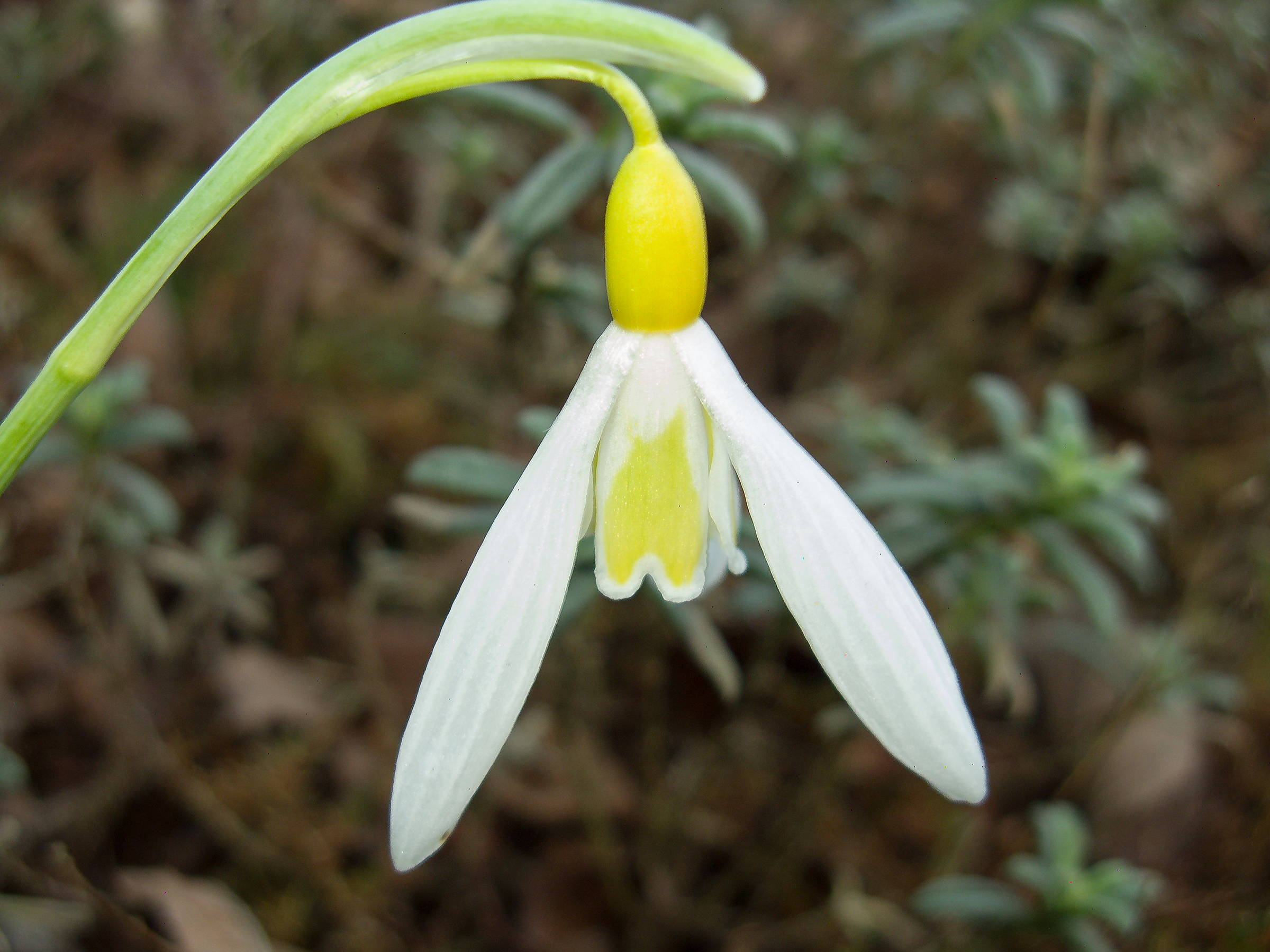
Cultivar 'Wendy's Gold'

## Liste des sous-espèces
Selon GBIF (23 juin 2024) :
- Galanthus plicatus subsp. byzantinus (Baker) D.A.Webb
- Galanthus plicatus subsp. plicatus

## Systématique
Le nom correct complet (avec auteur) de ce taxon est Galanthus plicatus M.Bieb.. En français son nom vernaculaire ou normalisé est Perce-neige plié .
Galanthus plicatus a pour synonymes :
- Chianthemum plicatum (M.Bieb.) Kuntze
- Galanthus nivalis subsp. plicatus (M.Bieb.) Gottl.-Tann.
- Galanthus nivalis var. plicatus (M.Bieb.) Regel